# Молодой человек
«Молодой человек» — российская комедия 2022 года режиссёра Александра Фомина. Фильм вышел в широкий прокат 9 июня 2022 года.

## Сюжет
В детстве Ваня Ревзин учился сутки напролёт. Его мать искренне верила, что у него всё получится, однако в итоге он никем не смог стать. Он был уволен с работы, его бросила жена. Он решил, что только с помощью хитрости можно чего-то добиться и он начинает изображать из себя семнадцатилетнего подростка.

## В ролях
| Актёр                 | Роль                    |
| --------------------- | ----------------------- |
| Павел Табаков         | Ваня Ревзин             |
| Данила Козловский     | Николай Ковпинец        |
| Данила Поперечный     | Паша                    |
| Ингрид Олеринская     | Лера                    |
| Валентина Ляпина      | Настя                   |
| Rakhim                | Артур                   |
| Влад Фельдман         | Коля Ковпинец в детстве |
| Егор Кирячок          | Егор                    |
| Александр Теплов      | Влад                    |
| Глеб Степан Каллистов | Арсен                   |
| Ксения Кутепова       | мама Вани               |
| Елена Ксенофонтова    | Елена Владимировна      |
| Валерия Федорович     | Маша                    |
| Кирилл Хабибуллин     | Ваня                    |
| Софья Скальская       | ученица                 |
| Самвел Джалалян       | Арсен                   |
| Клим Бердинский       | Ваня Ревзин в детстве   |
| Баста                 | играет самого себя      |
| Илья Найшуллер        | начальник в банке       |
| Дмитрий Ломов         | Саша                    |